# Bačka Palanka
Bačka Palanka ( Бачка Паланка) este un oraș, și o comună în Serbia de nord, în provincia Vojvodina.
În comunitatea Bačka Palanka trăiau în anul 2002, 60.966 loc. dintre care 35.000 în orașul Bačka Palanka.
Orașul este legat printr-un pod peste Dunăre (740 m lungime) cu orașul Ilok din Croația.

## Sportiv
În oraș există clubul de fotbal FK Bačka Bačka Palanka